# بيت العسيلي (الحيمة الداخلية)

تعديل مصدري - تعديل

بيت العسيلي هي إحدى قرى عزلة بلاد القبائل بمديرية الحيمة الداخلية التابعة لمحافظة صنعاء، بلغ تعداد سكانها 559 نسمة حسب تعداد اليمن لعام 2004.